# Calvoa sitaeana
Calvoa sitaeana är en tvåhjärtbladig växtart som beskrevs av Jacq.-fel.. Calvoa sitaeana ingår i släktet Calvoa och familjen Melastomataceae. Inga underarter finns listade i Catalogue of Life.